# Walter Kadow
Walter Kadow (29. ledna 1860 – 31. května 1923) byl německý učitel, člen pravicové strany Deutschvölkische Freiheitspartei, zavražděný Rudolfem Hössem a jeho bývalým žákem Martinem Bormannem.
Pravicová uskupení Waltra Kadowa podezřívala z toho, že vydal francouzské okupační vládě Alberta Leo Schlagetera – činovníka Freikorpsu v Porúří, jenž byl za svou činnost v roce 1923 odsouzen k trestu smrti.
Za vraždu Kadowa byl Höss odsouzen na 10 let vězení (propuštěn byl na základě amnestie po 6 letech). Bormann dostal za spoluúčast trest na 1 rok.